# Le Métier des armes (film, 2001)
Pour le film de 1983, voir Le Métier des armes (film, 1983).
Pour plus de détails, voir Fiche technique et Distribution.
Le Métier des armes (Il mestiere delle armi) est un film italien réalisé par Ermanno Olmi, sorti en 2001.

## Synopsis
Début du XVIe siècle. Les guerres d'Italie dévastent la péninsule. Le film débute six jours avant la mort de Jean de Medicis (Giovanni de Medici), engagé au service de l'État pontifical contre les lansquenets luthériens. Lors d'une embuscade des Impériaux, Jean de Medicis, capitaine des Bandes noires, est grièvement blessé à la jambe. Transporté au palais de Loyso Gonzague à Mantoue, le capitaine voit la plaie gagnée par la gangrène. Malgré l'amputation, le blessé meurt fin novembre 1526. Le poète l'Arétin est témoin des derniers instants du courageux guerrier.

## Fiche technique
- Titre : Le Métier des armes
- Titre original : Il mestiere delle armi
- Réalisation et scénario : Ermanno Olmi
- Assistant réalisateur : Andrea Marrari
- Photographie : Fabio Olmi - Couleurs
- Décors : Luigi Marchione
- Costumes : Francesca Sartori
- Montage : Paolo Cottignola
- Musique : Fabio Vacchi
- Production : Luigi Musini, Roberto Cicutto pour Cinema 11 Undici, Rai Cinema, StudioCanal, Taurus Produktion.
- Lieux de tournage : Bulgarie, Mantoue, Sancino (près de Crémone), Torre Pallavicina, Ferrare
- Durée : 105 minutes
- Pays de production :  Italie,  Bulgarie,  France,  Allemagne
- Dates de sortie :
  - Italie : 11 mai 2001
  - France : 30 janvier 2002

## Distribution
- Hristo Jivkov : Giovanni de' Medici
- Desislava Tenekedjieva : Maria Salviati de' Medici
- Sergio Grammatico : Frédéric de Gonzague
- Sandra Ceccarelli : la noble dame de Mantoue
- Nikolaus Moras : Georg von Frundsberg
- Sasa Vulicevic : L'Arétin
- Aldo Toscano : Loyso Gonzague
- Paolo Roversi

## Choix de Giovanni de' Medici et d'Ermanno Olmi
- « Giovanni dalle Bande Nere est une figure considérée comme féroce à son époque. Cela se produit souvent à cause de la spécificité d'un métier, dans ce cas celui des armes », indique Ermanno Olmi. Or, « en grimpant dans ses grades militaires, Giovanni de' Medici arrive à modifier et à faire croître en lui également les valeurs humaines (...) Ce n'est jamais un héros ambigu, mieux c'est un véritable héros parce qu'il est grand. C'est un homme qui meurt comme il a vécu, il affronte la mort de la même façon qu'il a affronté la guerre et qu'il commandait ses troupes : non parce qu'il avait le grade pour le faire mais parce qu'il en avait la compétence. Il a l'intuition qu'avec la mort, il ne doit pas se faire grand mais au contraire plus petit, pour être à égalité », souligne-t-il[1].

## Récompenses
- Nastro d'argente 2001 de la meilleure photographie (Fabio Olmi (it)), de la meilleure scénographie (Luigi Marchione (it)) et du meilleur costumier (Francesca Sartori (it))
- Globe d'or 2001, meilleur film et meilleure photographie
- David di Donatello 2002 pour l'ensemble du film